# Pas Hipolity
Pas Hipolity lub przepaska Hippolity (gr. Ζώνη τῆς Ἱππολύτης Zṓnē tē̂s Hippolýtēs, łac. Balteus Hippolytae, ang. Girdle of Hippolyta) – w mitologii greckiej pas lub przepaska należąca do Hippolity, przywódczyni grupy kobiet (legendarnych Amazonek), które walczą z mężczyznami. Hippolita otrzymała go od Aresa.
W mitycznych czasach, Herakles stoczył pojedynek z ich królową Hipolitą i odebrał jej złoty pas, symbol męstwa.
Herkules miał ukraść królowej Amazonek, Hipolicie, cudowny pas, a potem pas ten oddać Admete, córce Eurysteusza.